# 在ジョージア日本国大使館
在ジョージア日本国大使館（ジョージア語: იაპონიის საელჩო საქართველოში、英語: Embassy of Japan in Georgia）は、ジョージアの首都トビリシにある日本の大使館。2023年6月より、石塚英樹が特命全権大使を務めている。

## 沿革

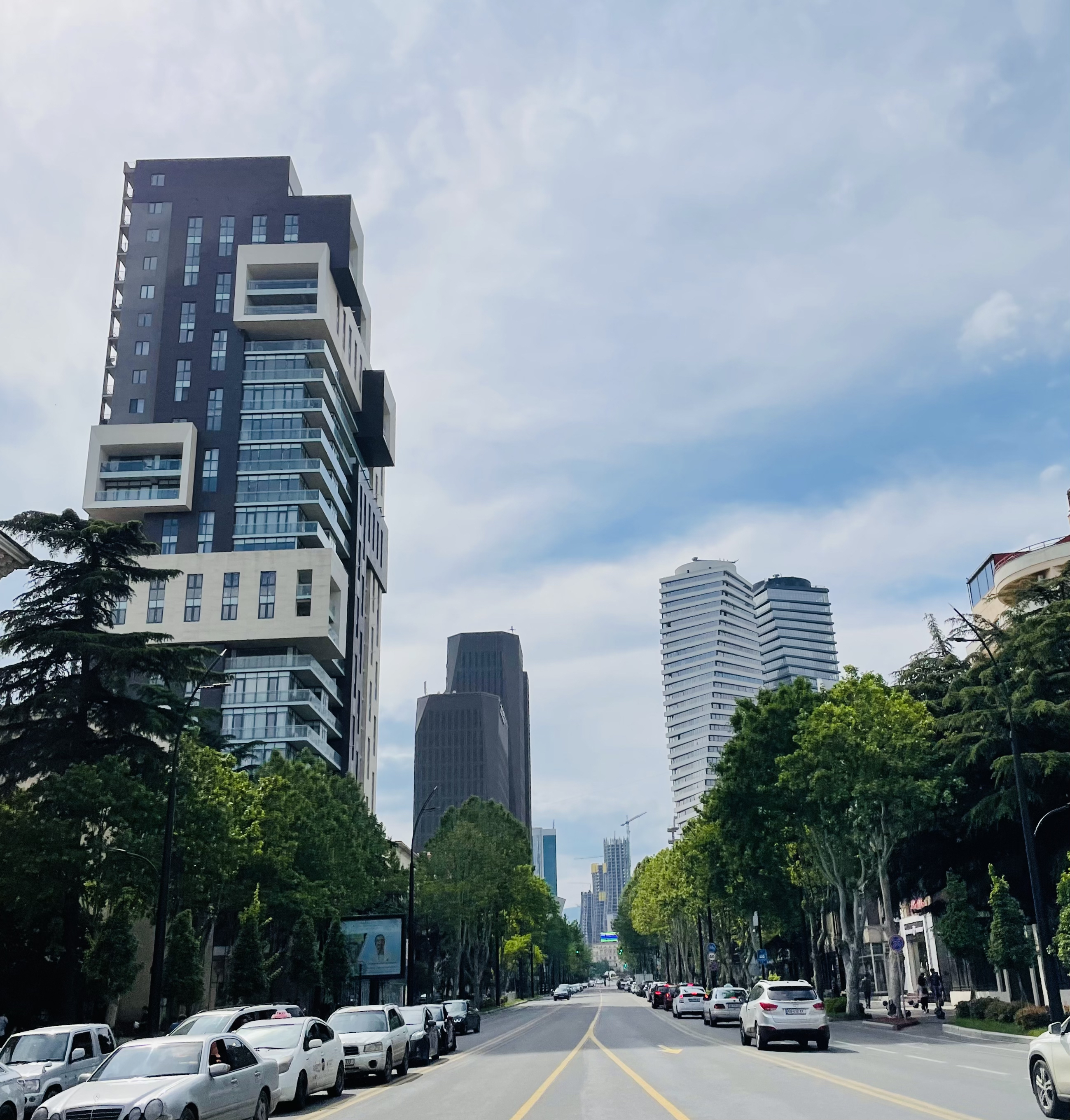
左側奥にある高さの違うダークグレーのビル群のうち手前のやや低いビルに日本国大使館が入居している

2009年1月1日、在グルジア日本国大使館としてトビリシに開設される。2015年4月22日、在外公館の名称及び位置並びに在外公館に勤務する外務公務員の給与に関する法律の改正に基いて在ジョージア日本国大使館に改称された。
2023年6月15日、トビリシの日本国大使館がイリア・チャヴチャヴァゼ大通りに移転した。

## 所在地
| 日本語     | 〒0162 トビリシ市イリア・チャヴチャヴァゼ大通り64b 9階 |
| グルジア語 | ილია ჭავჭავაძის გამზირი 64b მე-9 სართულ, 0162 თბილისი  |
| 英語       | 9th floor, 64b Ilia Chavchavadze Avenue, Tbilisi 0162  |